# Peter Landelius
Peter Landelius, född 2 april 1943 i Solna, död 18 maj 2019 i Santiago de Chile, Chile, var en svensk diplomat, översättare, författare och kulturskribent. 

## Biografi
Peter Landelius avlade juris kandidatexamen 1965 och studerade Europarätt i Bryssel samma år. Han gjorde värnplikten vid Tolkskolan  och efter militärtjänstgöringen tog han tre betyg i ryska 1967. Han blev attaché i Utrikesdepartementet 1966 och tjänstgjorde därefter i London, vid OECD i Paris, i Havanna, New York och Madrid. Han var sekreterare till utrikesministrarna Torsten Nilsson 1967 och Krister Wickman 1971–1973 och medarbetare till biträdande statsministern Odd Engström 1991. Han var ambassadör i Guatemala, El Salvador och Honduras 1987–89, Venezuela, Trinidad och Tobago och Barbados 1991–96 samt Argentina, Uruguay och Paraguay 1997–2001. Läsåret 1989/90 var han fellow vid Weatherhead Center for International Affairs vid Harvard University, USA. 
Landelius översatte främst från spanska men även från franska och engelska. Han översatte flera verk av nobelpristagarna Mario Vargas Llosa, Gabriel García Márquez och Pablo Neruda samt andra spanska och latinamerikanska författare, bland dem Julio Cortázar, César Vallejo, Benito Pérez Galdós och Francisco Ayala.
Han skrev om kulturella och politiska ämnen i Sydsvenskan, Svenska Dagbladet, Stockholms-Tidningen, Aftonbladet och Gefle Dagblad samt i tidskrifter som Axess Magasin, Tiden, Industria, Internationella studier, Ny Tid och Finsk tidskrift. Av utländska tidningar skrev han framför allt i El País och i facktidskrifter som Nordisk tidsskrift for international ret, Revista Mexicana de política exterior och Bulletin of Comparative Labor Relations.
Från 2004 var han bosatt i Chile. Han var gift med Gertie Larson 1965–1974 och från 1975 med Nancy Julien Reboredo. Han fick fyra barn.

## Priser och utmärkelser
- 1982 – Orden del Mérito Civil, Peru
- 1985 – Medalla al Mérito en las Bellas Artes, Spanien
- 1991 – Letterstedtska priset för översättningen av Julio Cortázars Hoppa hage
- 1993 – Elsa Thulins översättarpris
- 2000 – Premio Raoul Wallenberg/Raoul Wallenberg Award. Buenos Aires/New York
- 2008 – Stiftelsen Natur & Kulturs översättarpris